# Guajará-Mirim
Guajará-Mirim – miasto i gmina w Brazylii, w stanie Rondônia. Znajduje się w mezoregionie Madeira-Guaporé i mikroregionie Guajará-Mirim.